# Бартоломео Манфреді

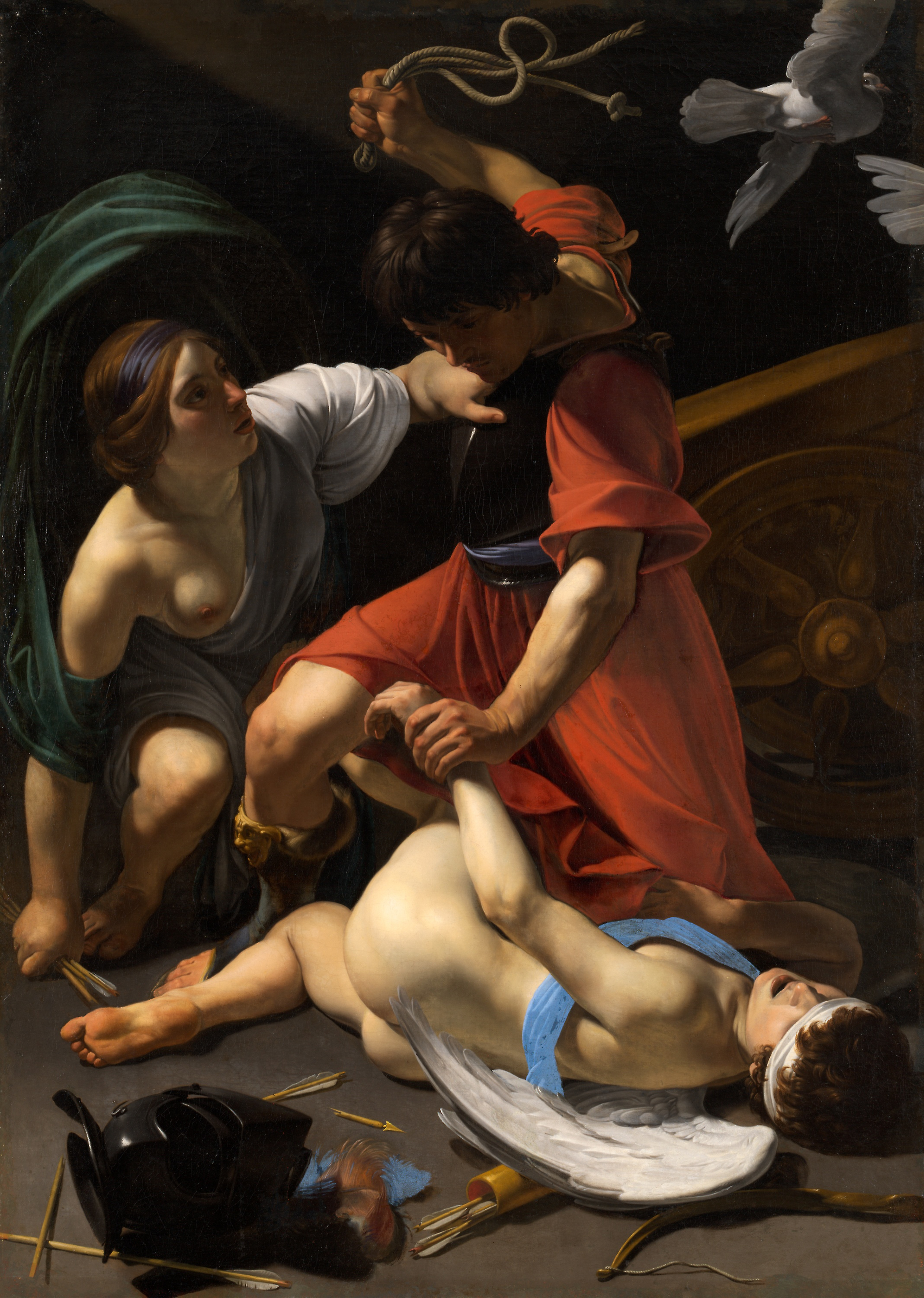
Бог війни Марс карає Амура

Бартоломео Манфреді (італ. Bartolomeo Manfredi, 25 серпня 1582 — 12 грудня 1622) — художник доби бароко в Римі, послідовник Караваджо. Малював релігійні образи, міфологічні і побутові сцени, портрети.

## Біографія
Народився в містечку Остіано поблизу Кремони і  Мантуї. Молодим перебрався в Рим. Його вчителем в Римі був художник Крістофоро Ронкаллі. Але значно більший вплив на Манфреді мали картини Караваджо. Манфреді використовував в своїх картинах і знахідки майстрів бароко. Мав майстерню в Римі, куди набирав учнів. Серед його учнів і помічників були талановитий Ніколо Реньєрі і Герард Сегерс. Помер в Римі у 1622 р.

## Творчість
Манфреді добре засвоїв художню манеру Караваджо і навіть колорит його картин. Віддав належне і знахідкам майстрів римського бароко, не дуже органічно пов'язуючи їх з естетикою караваджизма (картина «Бог війни Марс карає Амура», Інститут мистецтв Чикаго). Органічним було використання знахідок Караваджо в портретах Бартоломео Манфреді («Портрет римського офіцера Бартоломео Кени», Харків, Україна), а також в побутових сценах.
Примусова відсутність Караваджо в Римі і його безглузда смерть у 1610 році позбавила Манфреді від сравді талановитого і могутнього конкурента. В жодній з своїх картин Манфреді не зміг наблизитися до глибин людської психології і розкриття трагічних сторін римської сучасності початку XVII століття. За зовнішню схожесть картин Манфреді з полотнами Караваджо їх добре купували і вивозили за кордон (наприклад, в Голландію). Але він посів лише скромне місце одного з римських послідовників геніального Мікеланджело да Караваджо, котрих було вдосталь і без нього.

## Галерея

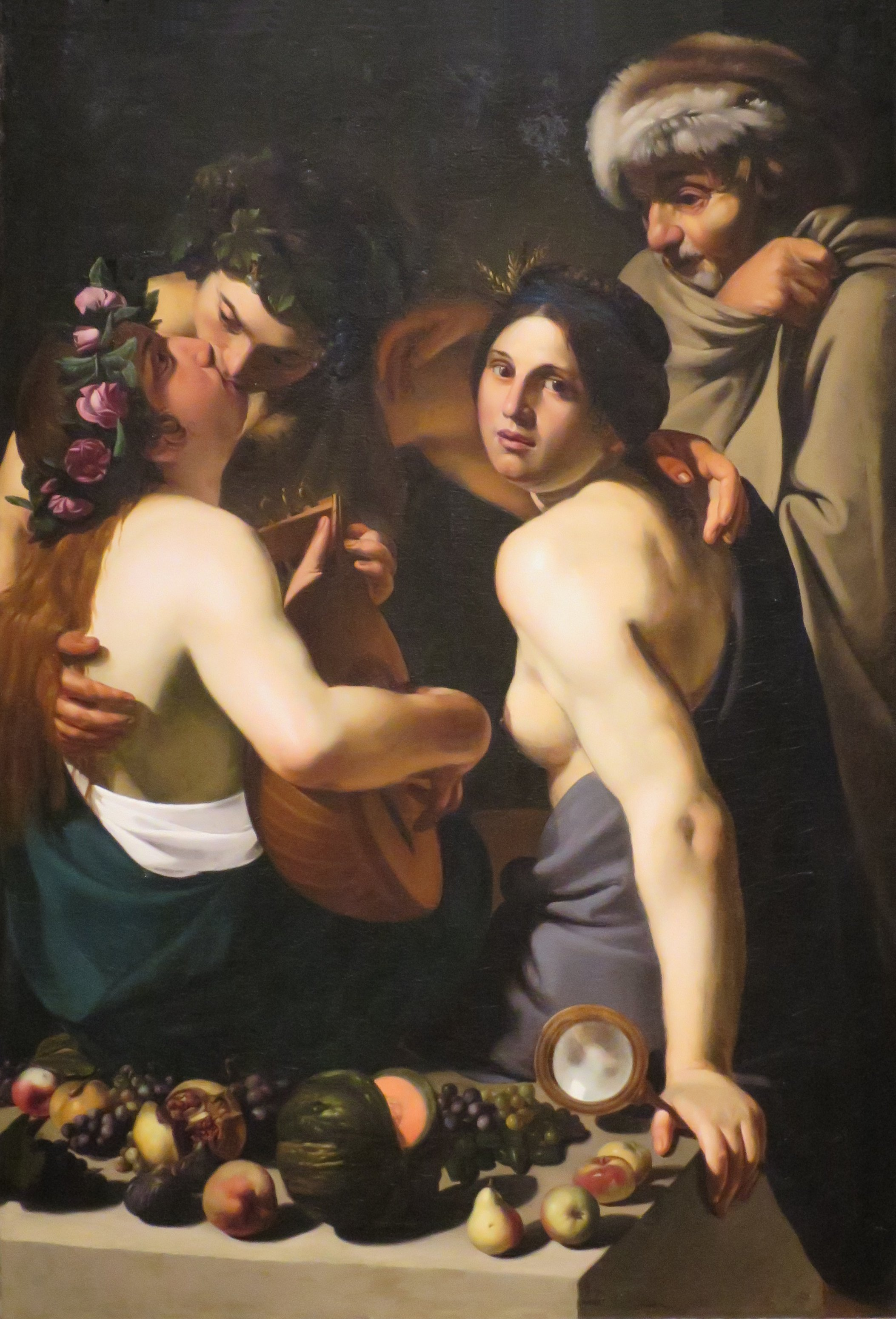
Чотири пори року — Весна, Літо, Осінь, Зима, алегорична композиція Манфреді.
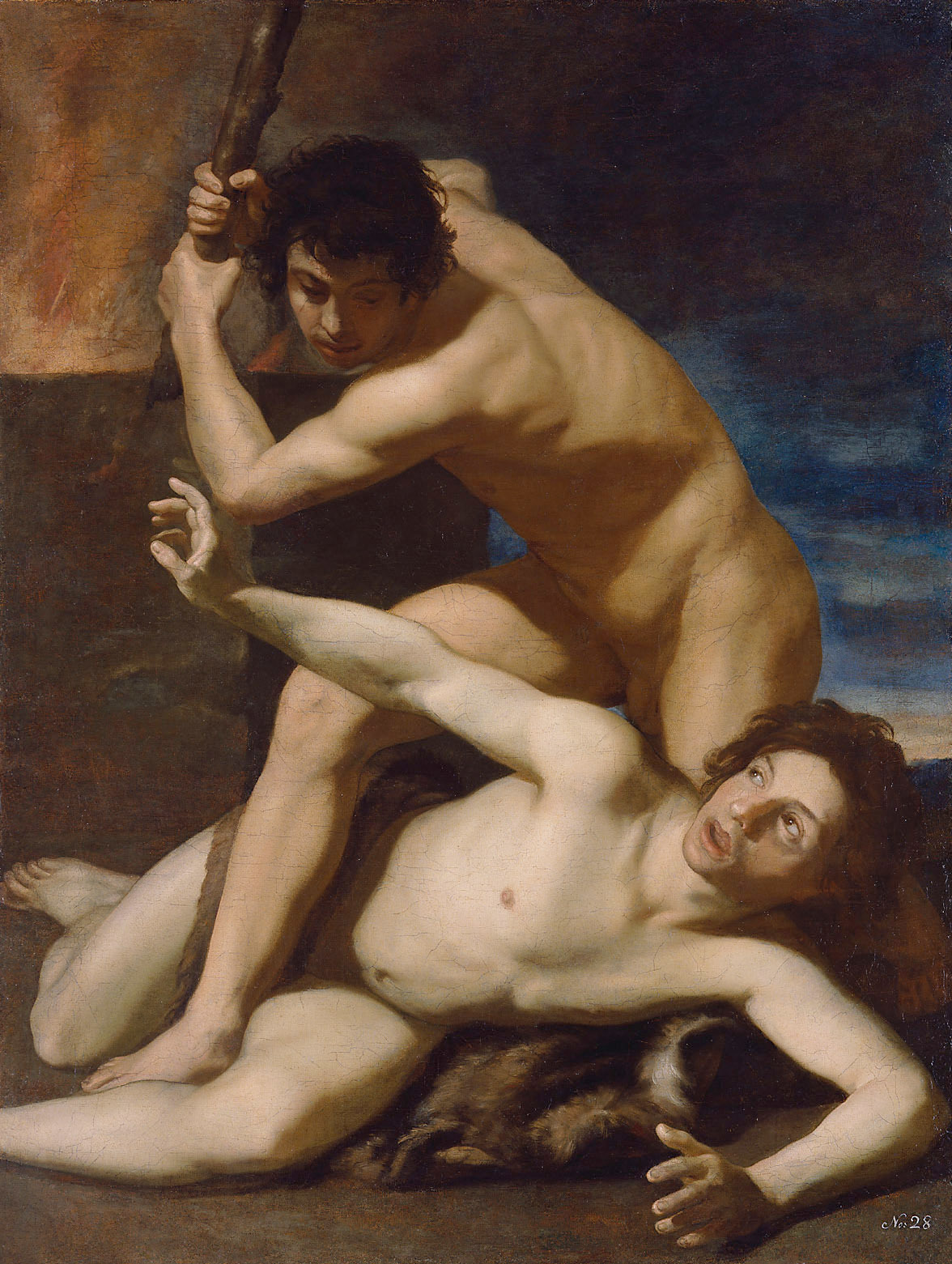
Каїн вбиває Авеля, 1600, Музей історії мистецтв, Відень
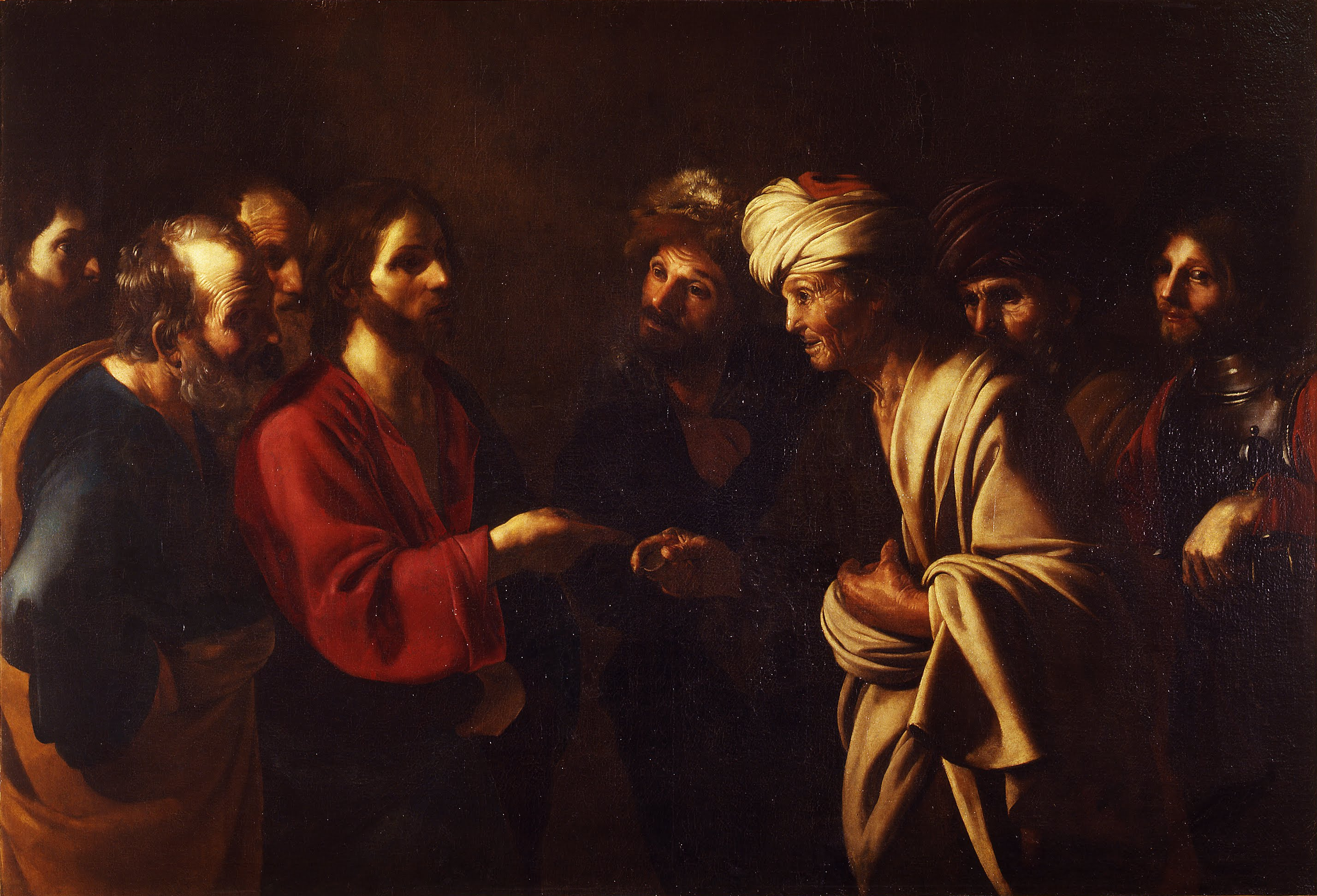
Денарій кесаря, бл. 1610–20, Галерея Уффіці
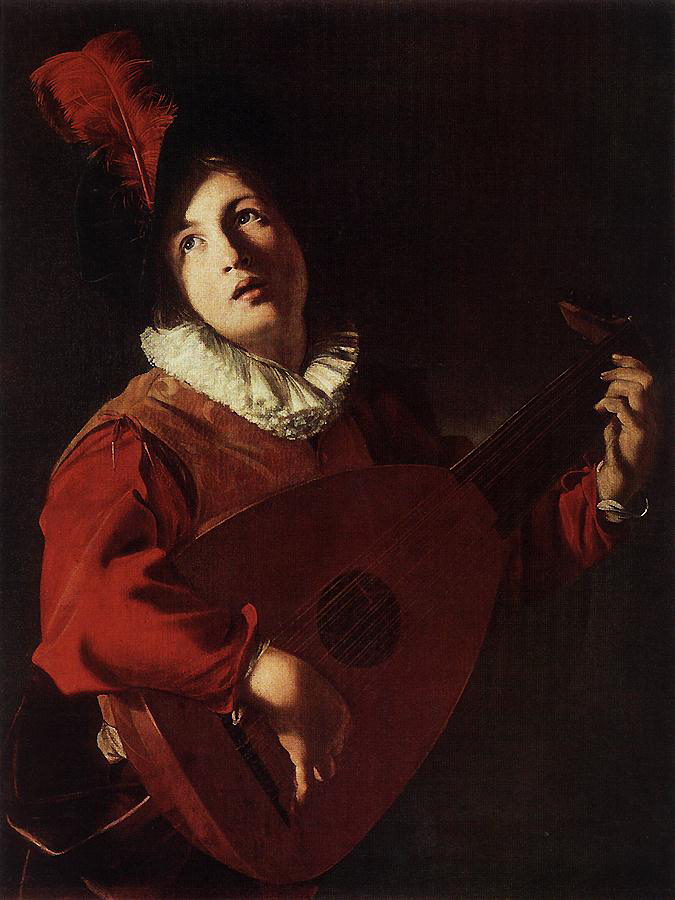
Юнак з лютнею, Ермітаж
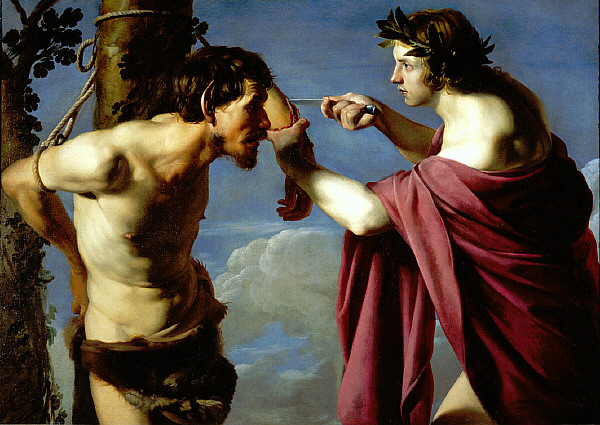
Аполлон і Марсій, 1616–1620, Художній музей у Сент-Луїсі

## Країни світу, де зберігають твори Манфреді
- Австрія
- Голландія
- Італія
- Німеччина
- Росія
- США
- Україна